# Alexander Ternovits
Alexander Ternovits, Pseudonym: Buju Ternovits, Künstlername: Josefstädter Franzi (* 11. April 1929 in Lugoj, Königreich Rumänien) ist ein ehemaliger Schauspieler am Rumänischen Nationaltheater „Mihai Eminescu“, an der Rumänischen Oper Timișoara, am Deutschen Staatstheater Temeswar und am Ungarischen Staatstheater „Csiky Gergely“ in Timișoara. Alexander Ternovits hatte zahlreiche Auftritte im rumänischen Fernsehen, spielte in mehreren rumänischen Filmen mit und brachte einige Publikationen heraus. 2007 wurde er zum Ehrenbürger der Stadt Timișoara ernannt.

## Leben und Wirken
Alexander Ternovits wurde 1929 in Lugoj als Sohn des Architekten Josef Ternovits und der Maria Humayer geboren. Die Volksschule absolvierte er in seiner Heimatstadt, wo er von 1939 bis 1943 auch das Lyzeum besuchte. Von 1945 bis 1948 war er Schüler am Piaristengymnasium Timișoara und legte hier das Abitur ab. Anschließend absolvierte er ein Studium der Agrarwissenschaften an der Agronomie-Fakultät der Polytechnischen Universität Timișoara (heute Landwirtschaftliche und Veterinärmedizinische Universität des Banat), wo er 1953 als Diplom-Ingenieur graduierte. Seine berufliche Laufbahn begann er als Önologe im Weinbaugebiet Recaș. Als Jugendlicher erzielte er als Spitzensportler in der Leichtathletik einige Landesrekorde.
1957 nahm Ternovits an einem Casting des Deutschen Staatstheaters Temeswar erfolgreich teil und gehörte bis 1960 zu dessen Ensemble. Hier wurde der Filmregisseur Francisc Munteanu auf ihn aufmerksam und besetzte ihn für den Film „Lada cu zestre“. Danach erhielt er eine Festanstellung am Rumänischen Staatstheater „Mihai Eminescu“, spielte aber als Gastschauspieler auch am Deutschen Staatstheater, am Ungarischen Staatstheater „Csiky Gergely“ und an der Rumänischen Oper.
Am Deutschen Staatstheater Temeswar trat er in klassischen Stücken wie in Goethes Iphigenie auf Tauris und in Schillers Räuber auf. Besonders gut kam er aber in seiner Rolle als Josefstädter Franzi an, die er den Veröffentlichungen von Heinrich Büchelbauer nachempfunden hat. Büchelbauer hatte nach dem Ersten Weltkrieg bis zum Machtantritt der Deutschen Volksgruppe in Rumänien (DViR) in der Banater Zeitung eine volkstümliche Schwankgestalt namens Josefstädter Franzi erfunden. Die Schwanksituationen, die Ternovits in der Timișoaraer Stadtteil Iosefin verortete, wurden von dem damals noch recht zahlreichen Publikum goutiert.
Als Schauspieler feierte Ternovits besonders am Rumänischen Nationaltheater Erfolge. Hier fiel er zuerst 1964 auf, als er in Jan Drdas Lustspiel „Der vergessene Teufel“ zum Publikumsliebling avancierte. Das gleiche Stück inszenierte er zusammen mit Horst Strasser am Deutschen Staatstheater. Vor allem in rumänischen Medien fand er große Anerkennung.
1987 erfolgte seine Ausreise nach Deutschland. Hier ließ er sich in München nieder, wo er sich als Übersetzer über Wasser hielt, konnte aber in seinem Beruf als Schauspieler nicht mehr Fuß fassen. Nach der Rumänischen Revolution von 1989 begann er ein Pendlerleben zwischen der alten und der neuen Heimat. Im Jahr 2000 trat er beim Deutschen Staatstheater Temeswar wieder auf. Weitere Auftritte am Rumänischen Staatstheater folgten.
In der Zeitspanne von 1992 bis 2005 trat er in dem Stück "One man show – Josefstädter Franzi" auf, in dem er die Hauptrolle spielte, Regie führte und für die Inszenierung verantwortlich zeichnete. Das Stück wurde sowohl auf Deutsch als auch auf Ungarisch und Rumänisch auf einer Tournee in Deutschland, Österreich, Ungarn und Rumänien aufgeführt.
Alexander Ternovits trat in mehr als 250 Varieté-Aufführungen im rumänischen Fernsehen auf, vorwiegend in rumänischer Sprache aber auch in den Sendungen in deutscher und ungarischer Sprache. Ebenso spielte er in mehreren rumänischen Filmen mit.
Am 31. März 2006 erhielt er im Namen des Staatspräsidenten Rumäniens Traian Băsescu den Orden "Kulturelle Verdienste" im Range eines "Kommandeurs" der Sparte "Schauspielkunst" für die "Förderung und Durchsetzung" eines neuen Ausdrucksstils in der Theaterkunst", einen Stil, den Ternovits auf den bedeutendsten rumänischen und einer Reihe ausländischer Bühnen zeigte.
Im Jahr 2006 wurde er von Ioan Holender, dem damaligen Direktor der Wiener Staatsoper, für die Auszeichnung Ehrenbürger der Stadt Timișoara vorgeschlagen. Die Ehrung fand am 30. Januar 2007 statt.
Alexander Ternovits soll als Informeller Mitarbeiter der Securitate unter dem Decknamen „Matei“ den Dichter Franz Grass aus Tomnatic, der 1975 Selbstmord begangen hat, in einem Bericht "zu einem Kriminellen gestempelt" haben.

## Publikationen
- Careul de ași (deutsch: Vier Asse), 1994.
- Lachend-weinendes Temeswar mit dem Josefstädta Franzi. Mirton Verlag, 2001, ISBN 973-585-356-6.
- Campionii (deutsch: Die Weltmeister) Timişoara 2003.
- mit Iosif Costinaș: Încântătoarea viață a lui Buju Ternovits (deutsch: Das wunderbare Leben des Buju Ternovits) Verlag Timişoara S.A, Timișoara 2002.

## Auszeichnungen
- Orden "Kulturelle Verdienste" im Range eines "Kommandeurs" der Sparte "Schauspielkunst", 2006.
- Ehrenbürger der Stadt Timișoara, 2007.